# 이완 (1791년)
이완(李烷, 1791년 - ?년)는 조선후기의 문신이자 종친으로, 조선후기 왕족 도정궁(都正宮) 진안군(晋安君) 이언식(李彦植)의 차남이다.

## 생애
조선후기의 문신으로 본관은 전주, 휘는 완(烷), 자는 사완(士完)이다. 덕흥대원군 11대손이며, 아버지는 도정궁(都正宮) 진안군(晋安君) 이언식(李彦植)이며, 어머니는 진안군 이언식의 후실이다.
부인은 밀양인(密陽人) 박사심(朴思審)의 딸이다.
진안군 차남으로 신해(辛亥) 1791년(정조 15) 6월 8일 탄생하였다. 1816년(순조 16) 식년시(式年試) 생원(生員)에 급제하고, 도사(都事) 등을 지내고 별세하였다.

## 가족관계
- 아버지 : 진안군 이언식(晋安君 李彦植, 1752년 - 1819년)
- 어머니(계모) : 덕수군부인 장씨(德水郡夫人 張氏, 1750년 - 1770년), 봉사(奉事) 덕수인(德水人) 장지중(張至中)의 딸.
  - 이복형 : 완성군 이희(完城君 李爔, 1771년 - 1830년), 이민식(李民植, 1753년 - 1817년)의 장남, 백부(伯父) 진안군 이언식에게 출계.
  - 이복여동생 : 풍양인(豊壤人) 풍남군(豊南君) 조함영(趙咸永)에게 출가.
- 어머니(계모) : 창원군부인 황씨(昌原郡夫人 黃氏, 1750년 - 1775년), 창원인(昌原人) 황정(黃棖)의 딸.
- 어머니(계모) : 거창군부인 신씨(居昌郡夫人 愼氏, 1757년 - 1832년), 지사(知事) 거창인(居昌人) 신이복(愼爾復)의 딸.
- 어머니(생모) : 후실.
  - 동복여동생 : 반남인(潘南人) 박종염(朴宗琰, 1797년 - 1857년)에게 출가. -> 정조 후궁인 수비 박씨(綏妃 朴氏, 1770년 - 1822년)의 동생.
- 부인 : 밀양인(密陽人) 박사심(朴思審)의 딸.
  - 장남 : 이시용(李時龍, 1807년 - ?년)
  - 2남 : 이재구(李載龜, 1809년 - ?년)
  - 장녀 : 신태욱(申泰郁)에게 출가.
  - 2녀 : 진천인(鎭川人) 임요철(林堯喆)에게 출가.